# Viagens no Tempo
Viagens no Tempo é uma série de livros juvenis editados pela Caminho, com texto de Ana Maria Magalhães e Isabel Alçada e ilustrações a preto e branco de Arlindo Fagundes.
Nesta colecção, recomendada a partir dos 10 anos, encontramos uma abordagem leve e lúdica, mas rigorosa, da História, criando nos leitores um grande entusiasmo, com que se deixam levar para outras épocas, convivendo com personagens históricas.
A coleção vive em roda de dois irmãos: João e Ana, e um cientista, Orlando. Os jovens vivem em Lisboa com os pais e o único parente que lhes é conhecido é uma tia que habita na Serra do Marão. Foi aí, na Serra do Marão, que viveram a sua primeira aventura e viagem: Uma viagem ao tempo dos castelos. Orlando, um velho de meia-idade, é um membro da A.I.V.E.T (Associação Internacional de Viagens no Espaço e no Tempo) que vive na Serra do Marão, num castelo. Todos na aldeia pensam que ele é um bruxo mas os irmãos depressa descobrem que não quando nas férias são enviados para a Serra do Marão e lá conhecem Orlando que os leva numa das máquinas do tempo e a partir daí, Ana e João tornar-se membros honorários da A.I.V.E.T e fazem muitas mais viagens.

## Volumes
1. Uma viagem ao tempo dos castelos (1985)
2. Uma visita à corte do rei D. Dinis (1986)
3. O ano da peste negra (1987)
4. Uma ilha de sonho (1987)
5. A terra será redonda? (1988)
6. Um cheirinho de canela (1988)
7. O dia do terramoto (1989)
8. Mistérios da Flandres (1990)
9. O sabor da liberdade (1991)
10. Brasil! Brasil! (1992)
11. Um trono para dois irmãos (1993)
12. Mataram o rei! (1994)
13. Tufão nos mares da China (1997)
14. No coração da África misteriosa (1998)
15. Viagem à Índia (2003)
16. Em Roma sê romano (2012)